# New Hampshires flagga
New Hampshires flagga antogs 1909, fullständigt officiellt dock först 1932. I mitten syns statens sigill från 1784. På sigillet syns ett av den amerikanska flottans första skepp, Raleigh.